# Gembdenbach

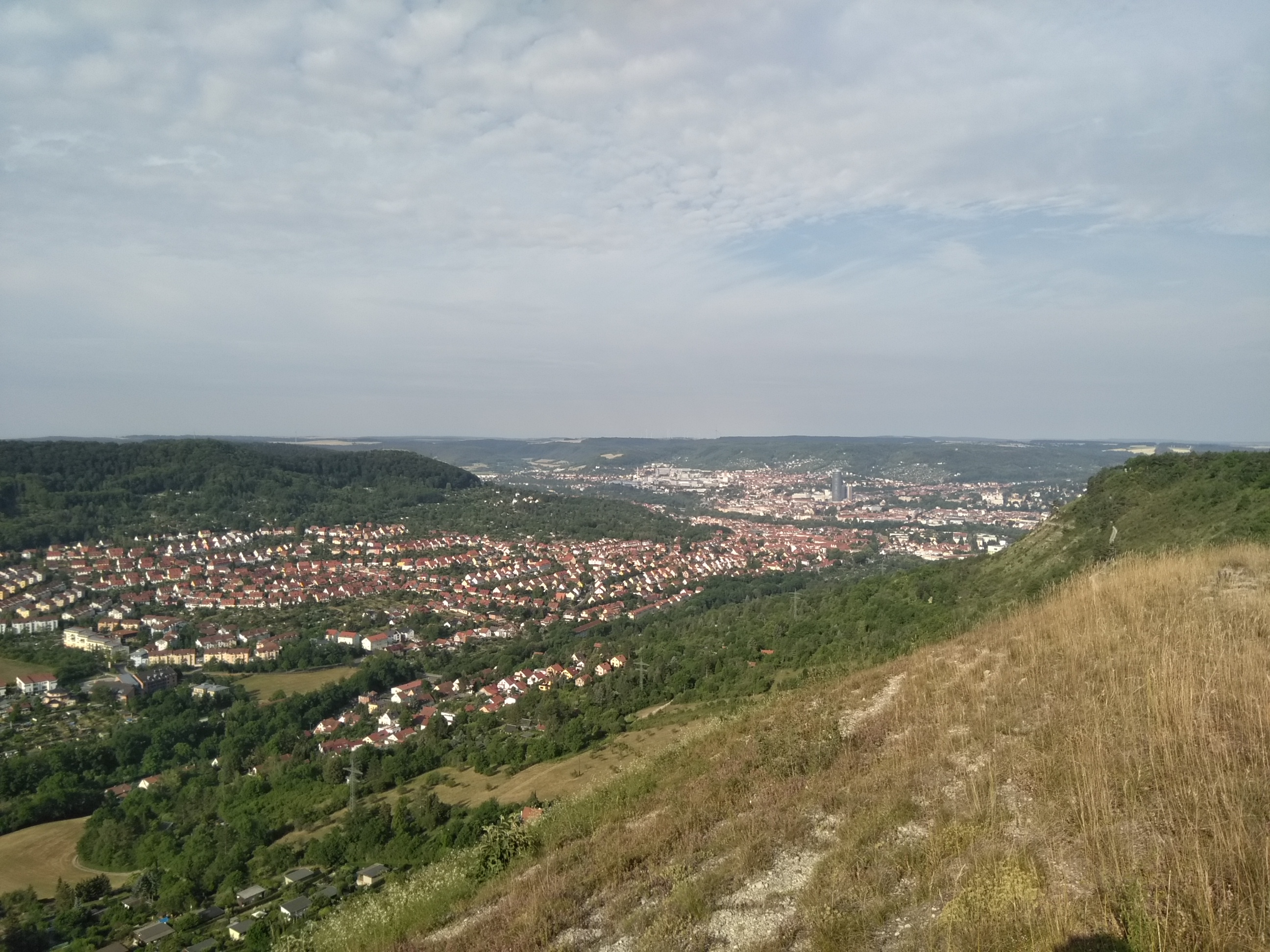
Gembdental vom Jenzig aus gesehen. Einmündung des Gembdenbachs in die Saale rechts der Bildmitte.

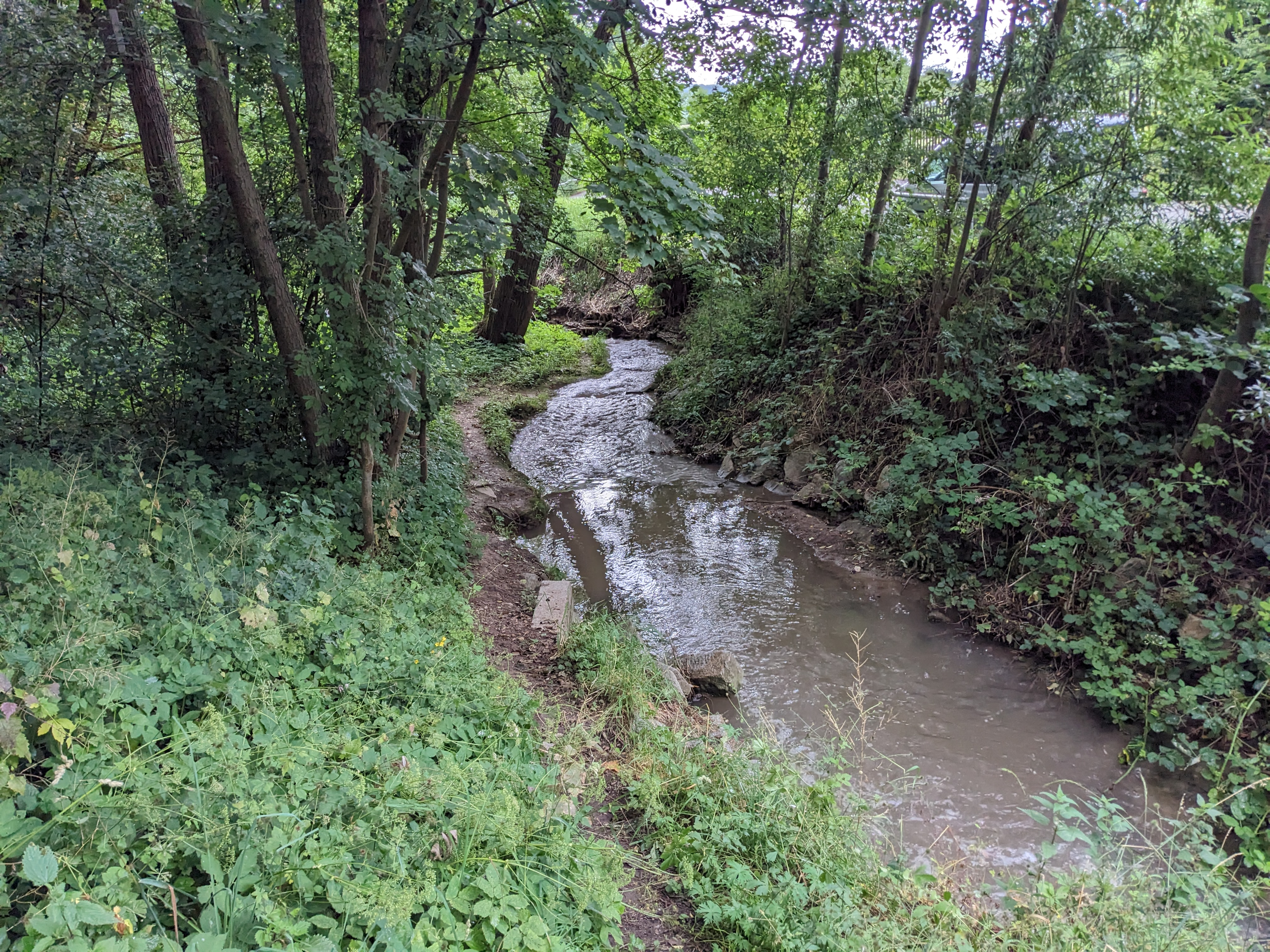
Gembdenbach beim Wohngebiet Erlenhöfe in Jena-Ost, 2024

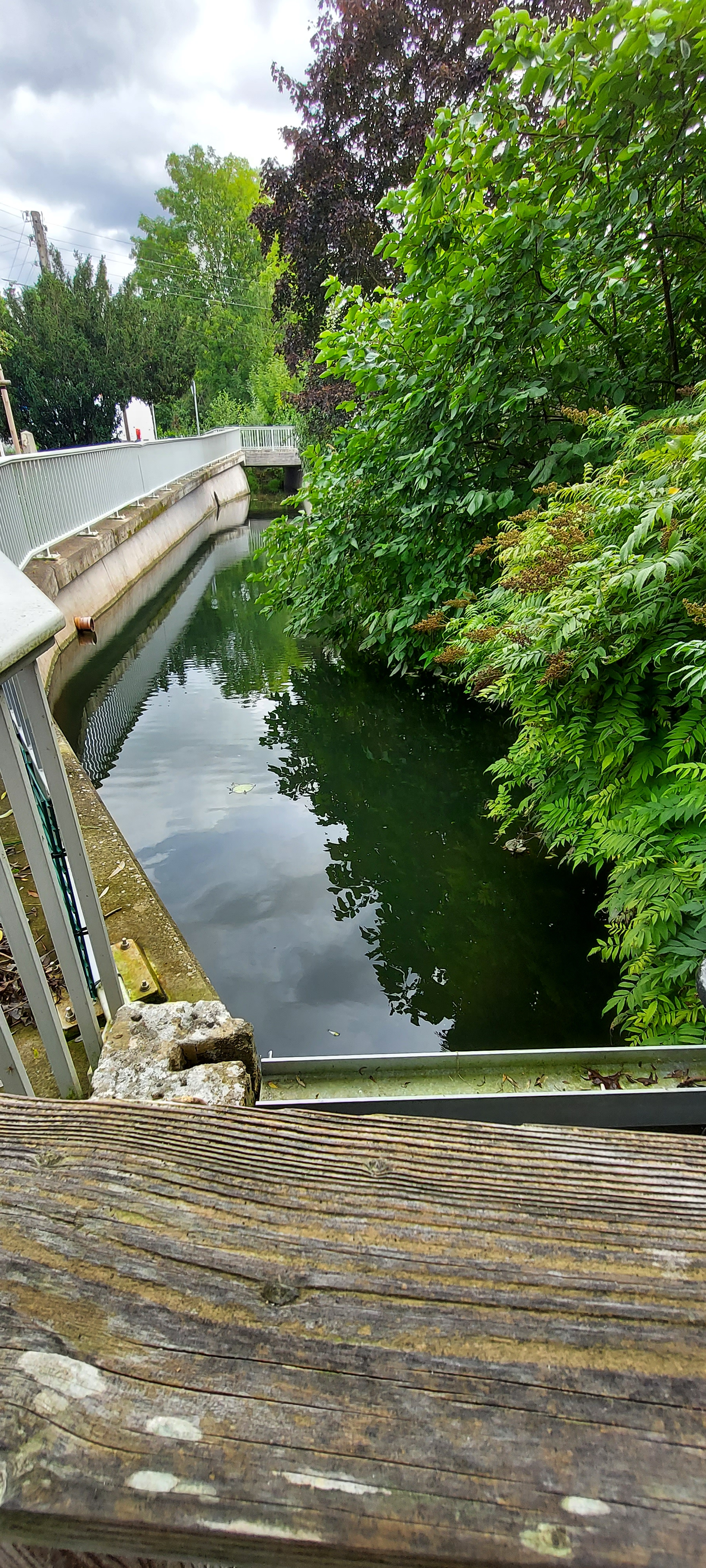
Gestauter Gembdenbach in Wogau

Der Gembdenbach ist ein östlicher, rechter Zulauf der Saale, der bei Kleinlöbichau im Saale-Holzland-Kreis entspringt und entlang der Bundesstraße 7 in Ost-West-Richtung durch Großlöbichau und Wogau fließt, bevor er flankiert von den steilen Berghängen des Jenzig im Norden und des Hausbergs im Süden das Mittlere Saaletal erreicht. Hier biegt er zunächst nach Norden ab und mündet in der Nähe des Jenaer Ostbads und der alten Brücke nach Kunitz in die Saale.
Die Quellen auf der Wöllmisse, im Schillertal und im Löbertal („Osterbach“) liegen weniger als 8 km Luftlinie von der Mündung in die Saale entfernt. Das Gefälle ist verglichen mit dem der Saale in Jena zwanzig Mal größer, jedoch gibt das waldreiche Einzugsgebiet das Wasser langsam ab und gewährleistet eine relativ konstante Wasserführung des Baches. Schäden durch Hochwasser verursacht der Gembdenbach meist nur nach starken Gewitterregen, so in Wogau am 1. Juni 1859 und am 26. Mai 1922.
Der Gembdenbach formte in vorgeschichtlicher Zeit maßgeblich die Topographie der Stadt Jena, indem der Durchbruch des Bachs in Form des Gembdentals einen markanten Einschnitt in der Muschelkalkplatte östlich der Saale hinterließ und dabei den Höhenzug Hufeisen von der Wöllmisse abtrennte. In dieser Senke befinden sich die östlichen Ausläufer von Wenigenjena und die Bundesstraße von Jena nach Eisenberg, die in der Nachfolge einer Landstraße und eines alten Fahrwegs steht. Die Stadt Jena hat im Jahr 2006 einen Teil des Bachlaufes nahe der ehemaligen Gembdenmühle (Lage) als Geschützten Landschaftsbestandteil Gembdenbach ausgewiesen.